# Cementerio de Santa Isabel (Aranjuez)
El cementerio de Santa Isabel es un cementerio de la ciudad española de Aranjuez, en la provincia de Madrid.

## Historia
Las obras comenzaron en 1861, en el cerro llamado del Otero, en el oeste de la ciudad de Aranjuez. El proyecto corrió a cargo del arquitecto José Segundo de Lema. El cementerio, al que se dio el nombre «de Santa Isabel», fue inaugurado el 1 de junio de 1864. En su interior se encuentran una capilla de estilo neomudéjar y el mausoleo de Joaquín Rodrigo.